# Dom von Monza

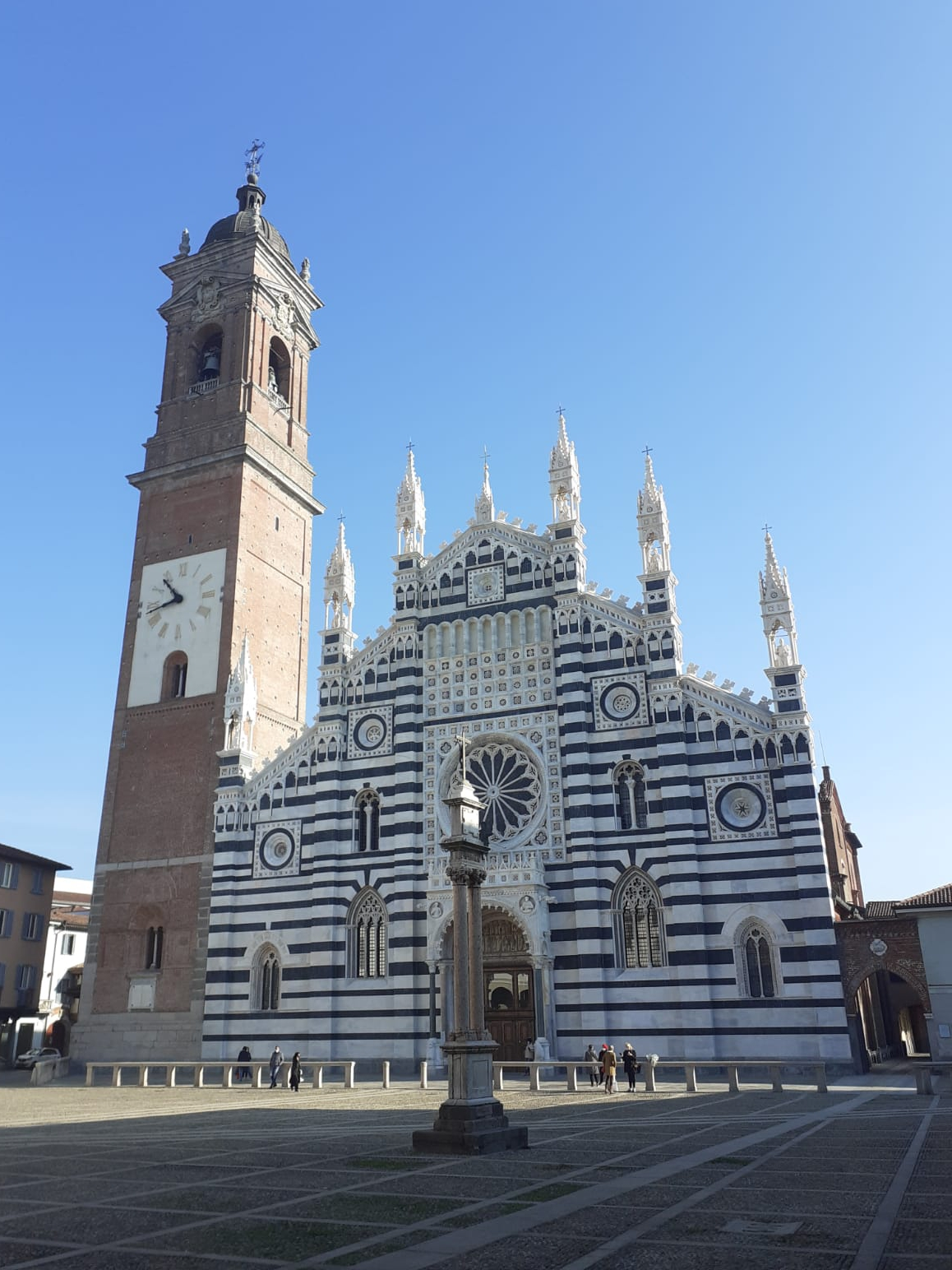
Der Dom von Monza

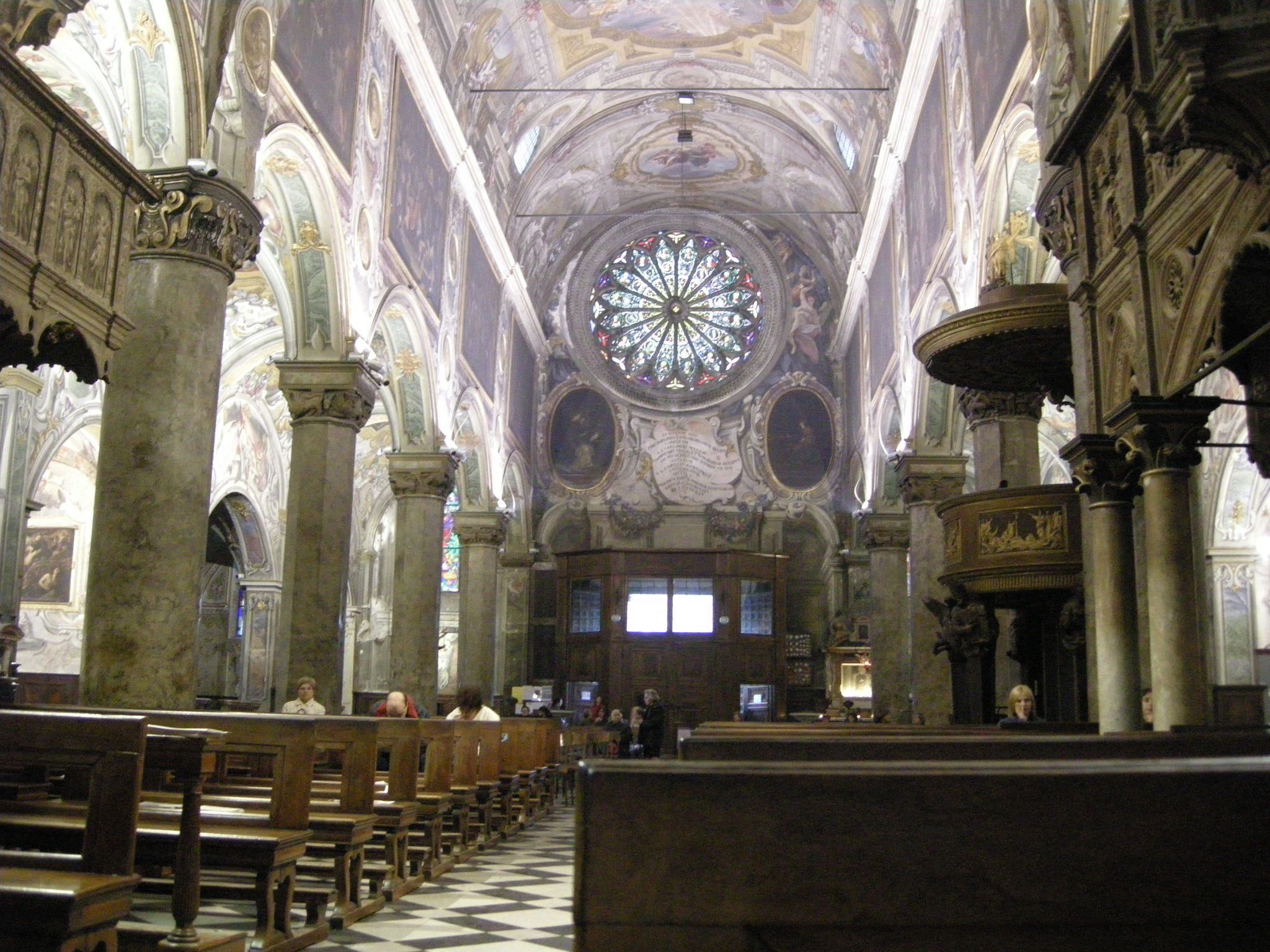
Blick in den Kirchenraum

Der Dom von Monza (italienisch Duomo di Monza) ist eine Johannes dem Täufer geweihte Kathedrale im lombardischen Monza. Diese wurde im frühen 7. Jahrhundert von der aus Bayern stammenden Königin Theodelinde in Auftrag gegeben. Die Basilica minor ist somit eine der ältesten Kirchen der Lombardei und wurde 1890 zum Nationaldenkmal erklärt.

## Baugeschichte
Die Kirche wurde nach dem Heiligen Jahr 1300 von den Visconti umgebaut und erhielt im Laufe der folgenden Jahrhunderte ihr heutiges Gesicht mit gotischen und Renaissance-Elementen.
Der Turm wurde zwischen 1592 und 1606 errichtet und ist 75 m hoch. Er birgt ein achtstimmiges Geläut in der Schlagtonfolge a0–h0–cis1–d1–e1–fis1–gis1–a1. Die Glocken goss Bartolomeo Bozzio im Jahre 1741.

## Politische Geschichte
Als Theudelinde 627 starb, wurde sie in der Basilika beigesetzt, und der Ort wurde zum Andachtsort.
Die zur Aussteuer der Königin gehörende Eiserne Krone gehörte mit Unterbrechungen zum Domschatz und wird heute im Altartabernakel in der Kapelle der Theudelinde (Cappella di Teodolinda) aufbewahrt.
Mit der Unterwerfung des Langobardenreiches 773/774 gelangte die Krone in die Hände Karls des Großen, der sich fortan in Personalunion König der Franken und der Langobarden nannte und sie 781 seinem Sohn Pippin aufsetzte.
In der Folge wurde sie zur Krone Italiens und mehrere Könige und Kaiser des Heiligen Römischen Reiches wurden mit ihr zu Königen von Italien, d. h. Reichsitaliens, gekrönt. Mehrere dieser Krönungen fanden im Dom zu Monza statt, einige in San Michele Maggiore zu Pavia, wieder andere in der Basilica di Sant’Ambrogio zu Mailand, eine in Rom und die letzte (Karls V.) in Bologna. Danach wurde sie noch zweimal in Mailand aufgesetzt, 1805 Napoleon I. und 1838 Kaiser Ferdinand I. von Österreich. So trägt der Dom zu Monza die Bezeichnung Duomo (Dom) nicht nur als größte Kirche der Stadt, sondern auch als Krönungskirche des mittelalterlichen (Nord-)Italien.

## Orgel
Die große Orgel wurde 2002 von dem Orgelbauer Metzler (Schweiz) errichtet, und zwar in einem vorhandenen Orgelgehäuse. Das Instrument hat 29 Register auf zwei Manualen und Pedal.
| I Hauptwerk C–f3 |                |       |
| 1.               | Principal      | 16′   |
| 2.               | Principal      | 8′    |
| 3.               | Rohrflöte      | 8′    |
| 4.               | Viola da gamba | 8′    |
| 5.               | Octave         | 4′    |
| 6.               | Traversflöte   | 4′    |
| 7.               | Quinte         | 2 ⁄3′ |
| 8.               | Superoctave    | 2′    |
| 9.               | Mixtur V       | 2′    |
| 10.              | Cornet III     |       |
| 11.              | Trompete       | 8′    |
| 12.              | Clairon        | 4′    |

| II Positiv C–f3 |                   |       |
| 13.             | Principal         | 8′    |
| 14.             | Bourdon           | 8′    |
| 15.             | Octave            | 4′    |
| 16.             | Rohrflöte         | 4′    |
| 17.             | Nasard            | 2 ⁄3′ |
| 18.             | Superoctave       | 2′    |
| 19.             | Waldflöte         | 2′    |
| 20.             | Sesquialtera I–II | 2 ⁄3′ |
| 21.             | Scharf IV         | 1′    |
| 22.             | Schalmey          | 8′    |
| 23.             | Vox humana        | 8′    |
|                 | Tremulant         |       |

| Pedalwerk C–f1 |              |       |
| 24.            | Subbass      | 16′   |
| 25.            | Octavbass    | 8′    |
| 26.            | Octave       | 4′    |
| 27.            | Rauschpfeife | 2 ⁄3′ |
| 28.            | Posaune      | 16′   |
| 29.            | Trompete     | 8′    |

- Koppeln: II/I, I/P, II/P